# Samuil Abramowitsch Samossud

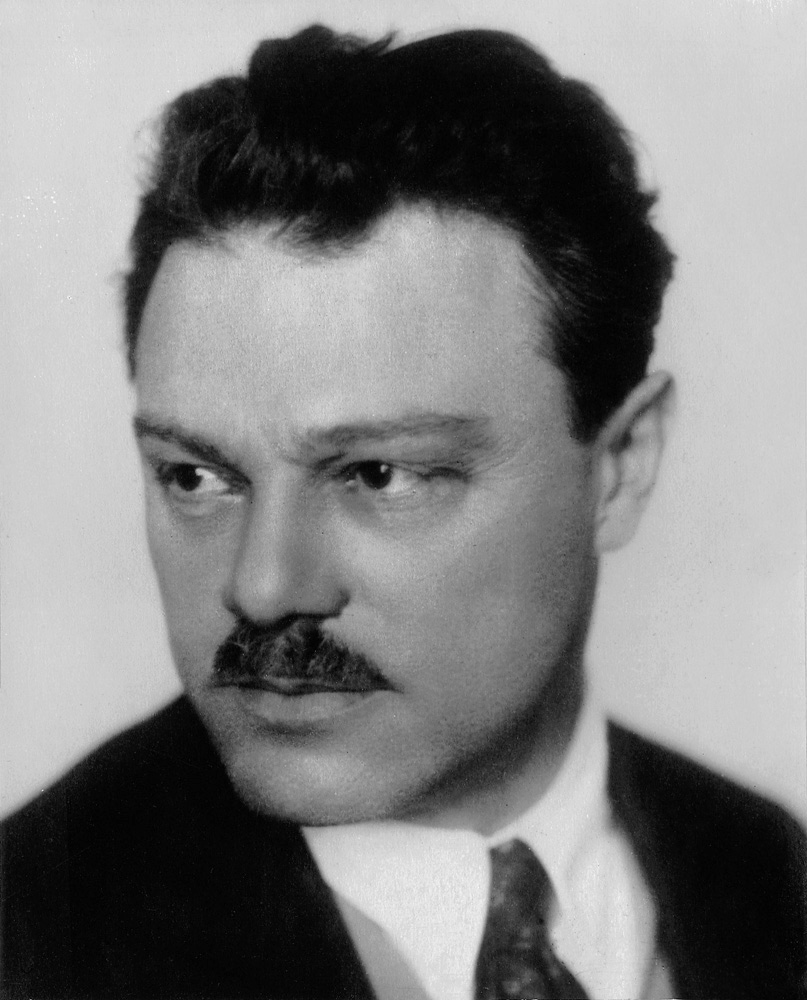
Samuil Samossud 1930

Samuil Abramowitsch Samossud (russisch Самуил Абрамович Самосуд, wiss. Transliteration Samuil Abramovič Samosud; * 2. Maijul. / 14. Mai 1884greg. in Tiflis; † 6. November 1964 in Moskau) war ein russischer Dirigent.
Er begann seine Karriere als Cellist, bevor er 1917 die Leitung des Mariinski-Theaters in Petrograd übernahm. Von 1918 bis 1936 leitete er das Maly-Theater in derselben Stadt, die unterdessen Leningrad hieß. 1936 wurde er Musikdirektor am Bolschoi-Theater in Moskau. Dort gründete er ein Orchester, aus dem 1951 das Moskauer Philharmonie-Orchester hervorging.
Er brachte mehrere wichtige Werke von Schostakowitsch zur Uraufführung, darunter die Opern Die Nase (nach einer Erzählung von Gogol), Lady Macbeth von Mzensk und die Leningrader Symphonie, sowie Prokofjews Oper Krieg und Frieden (nach dem Roman von Tolstoi).
1937 wurde er als Volkskünstler der UdSSR ausgezeichnet. Er erhielt dreimal den Stalinpreis (1941, 1947, 1952).